# جان راتسی
جان راتسی (انگلیسی: John Rutsey; ۲۳ ژوئیهٔ ۱۹۵۲ – ۱۱ مهٔ ۲۰۰۸) یک موسیقی‌دان اهل کانادا بود. وی بین سال‌های ۱۹۶۳ تا ۱۹۷۴ میلادی فعالیت می‌کرد.